# Danny Cepero
 Danny Cepero (Baldwin, Nueva York, 22 de abril de 1985) es un exfutbolista y entrenador estadounidense que jugaba de portero.

## Inicios
Cepero empezó su carrera futbolística con la Universidad de Pensilvania en 2003. En sus cuatro temporadas con Pensilvania, Cepero fue considerado como uno de los mejores porteros del fútbol colegial de Estados Unidos.

## Fútbol profesional
Tras su paso colegial, Cepero fue fichado por los New York Red Bulls de la Major League Soccer en 2007. En su primera temporada juega con el equipo reserva de New York Red Bulls. Tras su primera temporada se va a entrenar con PSV Eindhoven de Holanda. En su segunda temporada se fue cedido a Harrisburg City Islanders, en donde participa en 18 partidos, convirtiéndose en uno de los mejores porteros de la USL Second Division. Tras su paso exitoso por Harrisburg City, Cepero regresa a los Red Bulls para los últimos meses de la temporada 2008. Tras la suspensión del portero titular Jon Conway, Cepero se convierte en portero titular de Nueva York. En su primer partido con Nueva York, Cepero se convierte en el primer portero de la Major League Soccer en anotar un gol. Resulta de un error del portero de Columbus Crew en un tiro lejano de Cepero. El partido fue jugado el 18 de octubre de 2008 con resultado de 3-1 a favor de Red Bulls. En los playoffs de la MLS 2008, las destacadas apariciones de Cepero ayudan al conjunto de la gran manzana alcanzar la final de la Copa MLS por primera vez en su historia.

## Clubes

### Como jugador
| Club                               | País           | Año       |
| ---------------------------------- | -------------- | --------- |
| New York Red Bulls                 | Estados Unidos | 2007-2009 |
| Harrisburg City Islanders (cedido) | Estados Unidos | 2008      |
| Harrisburg City Islanders          | Estados Unidos | 2010      |
| Philadelphia Union (cedido)        | Estados Unidos | 2010      |
| New York Red Bulls (cedido)        | Estados Unidos | 2010      |

### Como entrenador
| Club                                  | País           | Año           |
| ------------------------------------- | -------------- | ------------- |
| Florida Gulf Coast Eagles (Asistente) | Estados Unidos | 2011-2013     |
| Louisville Cardinals (asistente)      | Estados Unidos | 2013-2017     |
| New York City FC Academy (porteros)   | Estados Unidos | 2018-presente |

- Datos: Q1164538
- Multimedia: Danny Cepero / Q1164538